# Во Ті Конг
Во Ті Конг в'єт. Võ Chí Công, справжнє ім'я — Во Тоан, в'єт. Võ Toàn); 7 серпня 1912 — 8 вересня 2011) — в'єтнамський революціонер, голова Державної ради Соціалістичної Республіки В'єтнам (1987–1992).

## Біографія
1930 року став учасником національно-визвольного руху проти французької окупації В'єтнаму, брав участь у молодіжному комуністичному русі.
1935 року вступив до лав Комуністичної партії Індокитаю, з 1936 року — партійний секретар низки комун округу Тамкі.
- 1939 — призначений секретарем партійного комітету округу Тамки,
- 1940–1941 — секретар Комуністичної партії Індокитаю в провінції Куангнам,
- 1941—1943 — партсекретар міста Турана,
- 1943 — провінції Куангнам. Був заарештований колоніальною владою та засуджений до тривалого ув'язнення, однак 1945 року, після вторгнення японських військ опинився на свободі,
- 1945 — один з активних учасників повстання у провінції Куагнам,
- 1952–1961 — на відповідальних партійних постах у низці регіонів країни,
- 1962–1964 — заступник голови Центрального комітету, представник партії на фронті,
- 1964—1975 — заступник секретаря ЦК Національного фронту визволення Південного В'єтнаму, політичний секретар військового округу В,
- 1975—1976 — заступник представника Центрального Комітету Комуністичної партії В'єтнаму й уряду в Південному В'єтнамі,
- 1976 — заступник прем'єр-міністра, міністр рибного господарства,
- 1976—1981 — заступник прем'єр-міністра, міністр сільського господарства,
- 1981—1982 — заступник голови Ради міністрів Соціалістичної Республіки В'єтнам,
- 1982—1986 — секретар ЦК КПВ,
- 1986—1987 — заступник голови Ради Міністрів Соціалістичної Республіки В'єтнам,
- 1987—1992 — голова Державної ради В'єтнаму. Був активним прибічником економічних і політичних реформ.
- 1992—1997 — консультант ЦК КПВ.

Член Політбюро ЦК КПВ у 1976–1992 роках.